# Драгољуб Мићовић
Драгољуб Мићовић (Рудо, 2. децембар 1929 — 20. април 2015) је био српски архитекта  и књижевник. Вршио је стручни надзор током изградње Источне капије Београда и назвао их је Рудо, по свом родном крају.

## Биографија
Рођен је 2. децембра 1929. године у месту Рудо, од оца Крста и мајке Невене. Имао је седморо браће и сестара, најстарији је био Вељко (1921) потом Велинка (1922) која је 1924. преминула од шарлаха, Синиша (1923), Ксенија (1925), Радмила (1926), Јелена (1927) и Даринка (1934). Његов отац Крсто је преминуо 6. априла 1944. године.
Драгољуб је 1940. године завршио четвороразредну основну школу "Марија Соколовић" у Рудом. Након завршетка основне школе отишао је у Београд, где је завршио Трећу београдску гимназију 1945. године и средњу техничку 1949. Студирао је архитектуру у Сарајеву и дипломирао је 11. јануара 1958. године.
Бавио се пројектовањем објеката, урбанистичких пројеката и студија, извођењем радова и надзором над изградњом објеката.
Када је отишао у пензију, кренуо је да пише книге о историји свог родног краја Рудо, историји своје породице Мићовић, о рукомету у Београду и Горажду. Често је у "Записима старог руђанина", писао о својим сведочењима током Другог светског рата и сталним променама власти у Рудом и околини.

## Дела
Укупно је написао 6 књига, један роман, једну причу и један текст.

### Књиге
- Записи старог Руђанина, 1997.
- Први рукометни кораџи, 1999.
- Записи старог Руђанина 2, 2001.
- Записи старог Руђанина 3[2], 2003.
- Записи старог Руђанина 4[3], 2008.
- Записи старог Руђанина 5[4], 2013.

### Остала дела
- Роман Хроника породице са тромеће, 2005.
- Прича Газдарица Невена, 1998.
- Текст о Рудом,као коаутор књиге Река Дрина и Подриње, 2000. и књижевник.[5]